# Nati il 17 novembre
| Questa pagina contiene informazioni ricavate automaticamente dalle voci biografiche con l'ausilio del template Bio e di un bot. L'aggiornamento è periodico e automatico e ricostruisce completamente la pagina. Se manca una persona in questa lista, sei pregato di non aggiungerla, ma accertati piuttosto che la sua voce biografica contenga il template Bio e che i dati anagrafici siano correttamente compilati. Se il template Bio manca, inseriscilo tu stesso o, in alternativa, metti l'avviso {{tmp\|Bio}} che ne segnala la mancanza. Se i dati riportati sono sbagliati, correggi direttamente la voce biografica; le modifiche saranno visibili in questa lista entro pochi giorni. Per chiarimenti vedi il progetto biografie. La lista contiene solo le 1.130 persone che sono citate nell'enciclopedia e per le quali è stato implementato correttamente il template Bio. Pagina aggiornata al 17 ago 2025. |

## I secolo(1)
- 9 - Vespasiano, imperatore romano († 79)

## XI secolo(1)
- 1019 - Sima Guang, storico, funzionario e politico cinese († 1086)

## XIII secolo(1)
- 1293 - Filippo V di Francia, re francese († 1322)

## XIV secolo(1)
- 1398 - Pietro di Sicilia, principe († 1400)

## XV secolo(9)
- 1405 - Ugo d'Este, nobile († 1425)
- 1412 - Zanobi Strozzi, pittore e miniatore italiano († 1468)
- 1433 - Ferdinando d'Aviz, principe portoghese († 1470)
- 1450 - Antonio Cocchi Donati, giurista italiano († 1491)
- 1462 - Cristofano Robétta, orafo e incisore italiano († 1535)
- 1467 - Pedro Álvares Cabral, navigatore e esploratore portoghese († 1520)
- 1469 - Michele di Vieri, poeta italiano († 1487)
- 1470 - João de Castilho, architetto spagnolo († 1553)
- 1492 - Simone Pasqua Di Negro, cardinale e vescovo cattolico italiano († 1565)

## XVI secolo(8)
- 1503 - Agnolo Bronzino, pittore italiano († 1572)
- 1555 - Pedro de Valencia, filosofo, umanista e storico spagnolo († 1620)
- 1582 - Giorgio di Brunswick-Lüneburg, duca († 1641)
- 1587 - Louis De Geer, imprenditore belga († 1652)
- 1587 - Charles Lalemant, gesuita francese († 1674)
- 1587 - Joost van den Vondel, poeta e drammaturgo olandese († 1679)
- 1595 - Pietro Desani, pittore italiano († 1647)
- 1595 - Giacomo Filippo Tomasini, vescovo cattolico, letterato e storico italiano († 1655)

## XVII secolo(19)
- 1602 - Agnese di Gesù, religiosa francese († 1634)
- 1612 - Dorgon, generale cinese († 1650)
- 1612 - Pierre Mignard, pittore francese († 1695)
- 1616 - Alvise Sagredo, patriarca cattolico italiano († 1688)
- 1627 - Giovanni Giorgio II di Anhalt-Dessau, principe tedesco († 1693)
- 1629 - Angelo Solimena, pittore italiano († 1716)
- 1629 - Giovanni Pietro Tencalla, architetto svizzero († 1702)
- 1631 - Marco d'Aviano, francescano e presbitero italiano († 1699)
- 1645 - Nicolas Lémery, chimico e medico francese († 1715)
- 1665 - Carlo Colonna, cardinale italiano († 1739)
- 1666 - Francisco Fernández de la Cueva, generale spagnolo († 1733)
- 1666 - Benedetto Luti, pittore italiano († 1724)
- 1672 - Prospero Colonna, cardinale italiano († 1743)
- 1677 - Giovanni Antonio Pucci, pittore e poeta italiano († 1739)
- 1685 - Pierre Gaultier de Varennes de la Vérendrye, esploratore francese († 1749)
- 1688 - Maria Luisa di Savoia, principessa († 1714)
- 1690 - Noël-Nicolas Coypel, pittore francese († 1734)
- 1697 - René-Prosper Tassin, storico e diplomatista francese († 1777)
- 1700 - Federico Guglielmo di Brandeburgo-Schwedt, nobile († 1771)

## XVIII secolo(39)
- 1702 - Giovanni Antonio Lecchi, gesuita e matematico italiano († 1776)
- 1708 - Simone Buonaccorsi, cardinale italiano († 1776)
- 1708 - Niccolò Serra, cardinale e arcivescovo cattolico italiano († 1767)
- 1715 - Danvers Osborn, III baronetto, politico e nobile britannico († 1753)
- 1727 - Pierre Laurent Buirette de Belloy, drammaturgo e attore teatrale francese († 1775)
- 1729 - Maria Antonia di Borbone-Spagna, regina († 1785)
- 1735 - Antoine-Alexandre-Henri Poinsinet, commediografo e librettista francese († 1769)
- 1742 - Giuseppe Butelli, fantino italiano
- 1748 - Karl Franz von Lodron, vescovo cattolico austriaco († 1828)
- 1749 - Nicolas Appert, inventore francese († 1841)
- 1751 - Johann Michael Sailer, teologo e vescovo cattolico tedesco († 1832)
- 1751 - Bartolo Villaroja, nobile, politico e patriota italiano († 1799)
- 1752 - Caspar Voght, mercante tedesco († 1839)
- 1755 - Luigi XVIII di Francia, re († 1824)
- 1762 - Henrietta Thynne, nobildonna inglese († 1813)
- 1763 - Benoît-Joseph Flaget, vescovo cattolico francese († 1850)
- 1764 - Return Jonathan Meigs, politico e militare statunitense († 1825)
- 1765 - Giovanni Battista Balbis, politico, medico e botanico italiano († 1831)
- 1765 - Étienne Jacques Joseph Alexandre Macdonald, generale francese († 1840)
- 1769 - Carlotta di Meclemburgo-Strelitz, duchessa tedesca († 1818)
- 1770 - Bertel Thorvaldsen, scultore danese († 1844)
- 1772 - Giorgio Doria Pamphilj Landi, cardinale italiano († 1837)
- 1772 - Marc-Antoine Madeleine Désaugiers, poeta, compositore e drammaturgo francese († 1827)
- 1772 - Horace Sébastiani, nobile, generale e diplomatico francese († 1851)
- 1773 - Mihály Csokonai Vitéz, poeta ungherese († 1805)
- 1782 - Conrad Graf, inventore austriaco († 1851)
- 1783 - Anton Günther, filosofo austriaco († 1863)
- 1786 - Julien-Honoré-Germain d'Aubuisson, pittore francese († 1829)
- 1788 - Antonio Calì, scultore e pittore italiano († 1866)
- 1788 - Isaac Jennings, medico statunitense († 1874)
- 1788 - Elise d'Ahlefeldt-Laurwig, nobildonna danese († 1855)
- 1789 - Anton Friedrich Hohl, medico tedesco († 1862)
- 1790 - August Ferdinand Möbius, matematico e astronomo tedesco († 1868)
- 1793 - Charles Lock Eastlake, pittore e scrittore inglese († 1865)
- 1793 - Luigi Nomis di Cossilla, nobile italiano († 1859)
- 1794 - George Grote, storico inglese († 1871)
- 1795 - Antonio Bagioli, compositore italiano († 1871)
- 1800 - Achille Fould, politico e banchiere francese († 1867)
- 1800 - Christian Zetlitz Bretteville, politico norvegese († 1871)

## XIX secolo(168)
- 1801 - Eduard Gurk, pittore austriaco († 1841)
- 1803 - Augusta FitzClarence, britannica († 1865)
- 1808 - Alberik Zwyssig, compositore svizzero († 1854)
- 1809 - Elizabeth Eastlake, scrittrice e critica d'arte britannica († 1893)
- 1809 - Moritz Lotze, fotografo tedesco († 1890)
- 1811 - Carlo Erba, farmacista e imprenditore italiano († 1888)
- 1811 - Émilien Pacini, drammaturgo e librettista francese († 1898)
- 1813 - Charles Blanc, poeta e critico d'arte francese († 1882)
- 1813 - Giovanni Eroli, scrittore, storico e storico dell'arte italiano († 1904)
- 1814 - François-Louis Français, pittore francese († 1897)
- 1815 - Eliza Farnham, scrittrice e attivista statunitense († 1864)
- 1816 - August Wilhelm Ambros, compositore e storiografo ceco († 1876)
- 1817 - Carlo Enrico Pasta, compositore italiano († 1898)
- 1819 - Francesco Bonafede Oddo, patriota e anarchico italiano († 1905)
- 1820 - Josef Wilhelm von Gallina, generale austro-ungarico († 1883)
- 1821 - Francesco Ambrosi, storico, etnologo e botanico italiano († 1897)
- 1822 - Giovanni Corrao, generale, patriota e rivoluzionario italiano († 1863)
- 1823 - John Evans, archeologo, numismatico e geologo britannico († 1908)
- 1824 - Horace de Rilliet, viaggiatore, scrittore e chirurgo svizzero († 1854)
- 1827 - Petko Slavejkov, poeta, pubblicista e attivista bulgaro († 1895)
- 1828 - Valentin Paquay, francescano belga († 1905)
- 1834 - María Amparo Muñoz, nobile spagnola († 1864)
- 1837 - Michelangelo Guggenheim, collezionista d'arte e mercante italiano († 1914)
- 1840 - Arvède Barine, scrittrice, critica letteraria e storica francese († 1908)
- 1844 - Augusto Alfani, pedagogista e filologo italiano († 1923)
- 1845 - Édouard Dessommes, scrittore statunitense († 1908)
- 1845 - Maria di Hohenzollern-Sigmaringen, principessa († 1912)
- 1847 - Carlo Mirabello, ammiraglio italiano († 1910)
- 1848 - Dante Cusi, imprenditore italiano († 1928)
- 1849 - Paolo Altieri, VIII principe di Oriolo, principe italiano († 1901)
- 1849 - Edward Hore, velista britannico
- 1850 - Patrick Joseph Power, politico irlandese († 1913)
- 1850 - Max Spohr, editore tedesco († 1905)
- 1850 - Friedrich Hermann Wölfert, editore e pioniere dell'aviazione tedesco († 1897)
- 1851 - Dmitrij Borisovič Golicyn, generale russo († 1920)
- 1851 - Myeongseong di Corea, regina coreana († 1895)
- 1851 - Arthur Somerset, nobile britannico († 1926)
- 1852 - Eugène Mougin, arciere francese († 1924)
- 1853 - Aleksandr Nikanorovič Novoskol'cev, pittore russo († 1919)
- 1854 - Hubert Lyautey, generale francese († 1934)
- 1854 - Robert von Schneider, archeologo e numismatico austriaco († 1909)
- 1855 - Giuseppe Campanari, baritono e violoncellista italiano († 1927)
- 1855 - Carl Gassner, medico e inventore tedesco († 1942)
- 1856 - Ezio Reisoli, generale italiano († 1927)
- 1857 - Joseph Babinski, neurologo francese († 1932)
- 1857 - Eva Bonnier, pittrice svedese († 1909)
- 1857 - Rose Caron, soprano francese († 1930)
- 1857 - Fridiano Cavara, botanico italiano († 1929)
- 1857 - Alessandro Ghignoni, presbitero e letterato italiano († 1924)
- 1858 - Giulio Buzenac, direttore d'orchestra italiano († 1925)
- 1858 - Gaetano Esposito, pittore italiano († 1911)
- 1859 - José Lacalle, clarinettista, compositore e direttore d'orchestra spagnolo († 1937)
- 1859 - Gerhard Schjelderup, compositore, scrittore e docente norvegese († 1933)
- 1860 - Adolfo Ferrari, politico italiano († 1932)
- 1860 - Salomone Morpurgo, bibliotecario e filologo italiano († 1942)
- 1861 - Enrico Sibilia, cardinale e arcivescovo cattolico italiano († 1948)
- 1862 - Aylmer Haldane, generale britannico († 1950)
- 1863 - Winfield Scott Hammond, politico statunitense († 1915)
- 1864 - Giuseppe Antonini, psichiatra italiano († 1938)
- 1864 - Girolamo Misciattelli, politico italiano
- 1864 - Eugenio Pellini, scultore italiano († 1934)
- 1865 - William Merriam Burton, chimico statunitense († 1954)
- 1865 - John Stanley Plaskett, astronomo canadese († 1941)
- 1865 - Uchida Kōsai, politico e diplomatico giapponese († 1936)
- 1866 - Voltairine de Cleyre, anarchica e scrittrice statunitense († 1912)
- 1866 - Nicola Festa, filologo classico, grecista e politico italiano († 1940)
- 1866 - Lola Mora, scultrice argentina († 1936)
- 1866 - Amelia Tessitore Gelanzè, pittrice italiana
- 1867 - Henri Gouraud, generale francese († 1946)
- 1867 - Howard Missimer, attore statunitense († 1917)
- 1868 - Korbinian Brodmann, neurologo tedesco († 1918)
- 1869 - Zhou Ziqi, politico e educatore cinese († 1923)
- 1869 - Clemente Šeptyc'kyj, presbitero ucraino († 1951)
- 1870 - Enrico Rosa, gesuita, scrittore e giornalista italiano († 1938)
- 1871 - Salvatore Gambardella, musicista e paroliere italiano († 1913)
- 1871 - Goffredo Zaccherini, vescovo cattolico, teologo e scrittore italiano († 1938)
- 1872 - Margaret Turnbull, sceneggiatrice e commediografa scozzese († 1942)
- 1873 - Grigorij Mihajlovič Bobrovskij, pittore sovietico († 1942)
- 1873 - Charles Wellesley, attore irlandese († 1946)
- 1874 - Aditya Narayan Singh, principe indiano († 1939)
- 1874 - Burnett Hillman Streeter, teologo e presbitero inglese († 1937)
- 1874 - Charles Van den Borren, musicologo belga († 1966)
- 1876 - Dicky Owen, rugbista a 15 britannico († 1932)
- 1876 - August Sander, fotografo tedesco († 1965)
- 1877 - Frank Calder, giornalista e dirigente sportivo canadese († 1943)
- 1877 - Orville Harrold, tenore statunitense († 1933)
- 1877 - Giuseppe Mascarini, pittore italiano († 1954)
- 1878 - Grace Abbott, attivista statunitense († 1939)
- 1878 - George L. Cox, attore, regista e sceneggiatore statunitense († 1947)
- 1878 - Paul Gibiard, ginnasta francese
- 1878 - Gus Goessling, pallanuotista statunitense († 1963)
- 1878 - Pavel Varfolomeevič Kuznecov, pittore, scenografo e grafico russo († 1968)
- 1878 - Candida Colosimo, pittrice italiana († 1972)
- 1878 - Giovanni Zappettini, pittore e decoratore italiano († 1958)
- 1879 - Maria Cristina d'Asburgo-Teschen, nobildonna († 1962)
- 1879 - Tommaso Gulli, militare italiano († 1920)
- 1879 - Fulvio Tessaroli, vescovo cattolico italiano († 1953)
- 1880 - Rudolf Cvetko, schermidore sloveno († 1977)
- 1881 - Eugène Besse, maratoneta francese († 1919)
- 1881 - Nazzareno De Angelis, basso italiano († 1962)
- 1881 - Gino Pieri, medico, partigiano e politico italiano († 1952)
- 1881 - Mary Harriman Rumsey, attivista e funzionario statunitense († 1934)
- 1882 - Rinaldo Bianchetti, scacchista e compositore di scacchi italiano († 1963)
- 1882 - Giovanni Conti, politico italiano († 1957)
- 1882 - Germaine Dulac, regista e giornalista francese († 1942)
- 1883 - Gaston Amson, schermidore francese († 1960)
- 1883 - Gordon Crole-Rees, tennista britannico († 1954)
- 1883 - Erik Granfelt, ginnasta, tiratore di fune e calciatore svedese († 1962)
- 1885 - Cristoforo Astengo, avvocato e partigiano italiano († 1943)
- 1885 - George Goulding, marciatore e maratoneta canadese († 1966)
- 1885 - Robert Hense, calciatore tedesco († 1966)
- 1885 - Italo Lambertenghi, militare italiano († 1917)
- 1885 - Charles Rosher, direttore della fotografia inglese († 1974)
- 1885 - Susan Stebbing, filosofa britannica († 1943)
- 1885 - Henri de Man, politico e sociologo belga († 1953)
- 1886 - Janko Polić Kamov, poeta e scrittore croato († 1910)
- 1886 - Antonio Manca, magistrato italiano
- 1886 - Gaetano Polverelli, giornalista e politico italiano († 1960)
- 1886 - Crane Wilbur, attore, sceneggiatore e regista statunitense († 1973)
- 1887 - Isabella d'Asburgo-Teschen, nobile austriaca († 1973)
- 1887 - Bernard Law Montgomery, generale britannico († 1976)
- 1887 - Ernesto Augusto di Hannover, sovrano († 1953)
- 1888 - Sebastian Englert, presbitero, missionario e linguista tedesco († 1969)
- 1888 - Curt Goetz, drammaturgo, sceneggiatore e attore tedesco († 1960)
- 1889 - Park Frame, regista statunitense († 1943)
- 1889 - Nell Franzen, attrice statunitense († 1973)
- 1890 - Cesare Forni, politico italiano († 1943)
- 1890 - Anna Lehr, attrice statunitense († 1974)
- 1891 - Lester Allen, attore statunitense († 1949)
- 1891 - Giuseppe Asti, calciatore italiano († 1965)
- 1891 - Sigurd Christiansen, scrittore e drammaturgo norvegese († 1947)
- 1891 - William Coltman, militare britannico († 1974)
- 1891 - Jean Del Val, attore francese († 1975)
- 1891 - Frank Fay, attore e sceneggiatore statunitense († 1961)
- 1891 - Guido Pannain, compositore e musicologo italiano († 1977)
- 1891 - Giorgio Pessi, ufficiale e aviatore italiano († 1933)
- 1892 - Max Deutsch, musicista, compositore e insegnante austriaco († 1982)
- 1892 - Paul Metz, hockeista su prato danese († 1975)
- 1892 - Tom Seidmann-Freud, pittrice e illustratrice austriaca († 1930)
- 1893 - Alain Gerbault, navigatore e tennista francese († 1941)
- 1893 - Harry Powers, serial killer olandese († 1932)
- 1894 - Richard Nikolaus di Coudenhove-Kalergi, politico e filosofo austriaco († 1972)
- 1895 - Michail Michajlovič Bachtin, filosofo e critico letterario russo († 1975)
- 1895 - Joseph Fall, militare e aviatore canadese († 1988)
- 1895 - Kiril di Bulgaria, principe bulgaro († 1945)
- 1895 - Paride Pozzi, architetto italiano († 1981)
- 1895 - Carlo Scaglia, militare italiano († 1943)
- 1895 - Michail Stepanovič Šumilov, generale sovietico († 1975)
- 1896 - Bortolo Eugenio Fina, politico italiano († 1971)
- 1896 - Romolo Lazzaretti, ciclista su strada italiano († 1979)
- 1896 - Flavio Rosso, militare italiano († 1917)
- 1896 - Lev Semënovič Vygotskij, psicologo e pedagogista sovietico († 1934)
- 1897 - Eddie Baker, attore statunitense († 1968)
- 1897 - Mario De Renzi, architetto e urbanista italiano († 1967)
- 1897 - Domenico Morezzi, orologiaio e imprenditore italiano († 1968)
- 1898 - William Flannery, scenografo e architetto statunitense († 1959)
- 1898 - Sara Haden, attrice statunitense († 1981)
- 1899 - Clotario Blest, sindacalista cileno († 1990)
- 1899 - Richard Linsert, psicologo e sessuologo tedesco († 1933)
- 1899 - Edna Murphy, attrice statunitense († 1974)
- 1899 - Benedetto Pasquini, avvocato, politico e imprenditore italiano († 1967)
- 1899 - Toscha Seidel, violinista statunitense († 1962)
- 1899 - Douglas Shearer, effettista canadese († 1971)
- 1899 - Roger Vitrac, commediografo francese († 1952)
- 1899 - Friedrich Vordemberge-Gildewart, pittore tedesco († 1962)
- 1900 - Michele Carnino, ammiraglio italiano († 1978)
- 1900 - Romolo Galassi, militare italiano († 1936)
- 1900 - Władysław Moes, nobile polacco († 1986)

## XX secolo(862)
- 1901 - Irene Baker, politica statunitense († 1994)
- 1901 - Walter Hallstein, politico tedesco († 1982)
- 1901 - Lee Strasberg, attore e regista teatrale austro-ungarico († 1982)
- 1902 - Domenico Bernasconi, pugile italiano († 1978)
- 1902 - Maria Gentile, soprano italiano († 1993)
- 1902 - Arturo Loria, scrittore italiano († 1957)
- 1902 - Ryu Gwansun, patriota e attivista coreana († 1920)
- 1902 - Eugene Wigner, fisico e matematico ungherese († 1995)
- 1903 - Teddy Bowen, calciatore inglese († 1981)
- 1903 - Nicolaas Johannes Diederichs, politico sudafricano († 1978)
- 1903 - Marie-Louise Giraud, francese († 1943)
- 1903 - Lucien Michard, pistard francese († 1985)
- 1904 - Georges Blind, partigiano francese († 1944)
- 1904 - Paul Chaudet, politico svizzero († 1977)
- 1904 - Christen Christensen, pattinatore artistico su ghiaccio norvegese († 1969)
- 1904 - William H. Hastie, avvocato, giudice e attivista statunitense († 1976)
- 1904 - Isamu Noguchi, scultore, architetto e designer statunitense († 1988)
- 1904 - Salomėja Nėris, poetessa lituana († 1945)
- 1904 - John Spencer Trimingham, islamista britannico († 1987)
- 1905 - Misha Auer, attore russo († 1967)
- 1905 - Simone Catalano, ufficiale e aviatore italiano († 1940)
- 1905 - Sergio Larraín García-Moreno, architetto cileno († 1999)
- 1905 - Antal Kocsis, pugile ungherese († 1994)
- 1905 - Anneliese Maier, filosofa tedesca († 1971)
- 1905 - Oreste Marcoz, avvocato e politico italiano († 1972)
- 1905 - Salvatore Maugeri, medico italiano († 1985)
- 1905 - Astrid di Svezia, regina belga († 1935)
- 1906 - Betty Bronson, attrice statunitense († 1971)
- 1906 - Hugh Edwards, canottiere britannico († 1972)
- 1906 - Ernst Heinicker, militare tedesco († 1950)
- 1906 - Sōichirō Honda, ingegnere e imprenditore giapponese († 1991)
- 1906 - Mario Soldati, scrittore, giornalista e saggista italiano († 1999)
- 1907 - Les Clark, animatore e regista statunitense († 1979)
- 1907 - John Nucatola, arbitro di pallacanestro statunitense († 2000)
- 1907 - Israel Regardie, scrittore britannico († 1985)
- 1907 - Christopher Sykes, giornalista e scrittore britannico († 1986)
- 1907 - Samuel Tolansky, fisico britannico († 1973)
- 1908 - Albert Outler, presbitero, teologo e filosofo statunitense († 1989)
- 1908 - Thore Enochsson, maratoneta svedese († 1993)
- 1908 - Eduard Frühwirth, allenatore di calcio e calciatore austriaco († 1973)
- 1908 - Aladino Govoni, militare e partigiano italiano († 1944)
- 1908 - Noël Liétaer, calciatore francese († 1941)
- 1908 - Raza Ali Khan Bahadur, principe indiano († 1966)
- 1908 - Pedro Sernagiotto, calciatore brasiliano († 1965)
- 1908 - Maria Signorelli, scenografa e costumista italiana († 1992)
- 1909 - Demostene Bertini, calciatore brasiliano
- 1909 - Cesare Franchini, calciatore italiano († 1985)
- 1910 - Henri Guissou, politico e diplomatico burkinabé († 1979)
- 1910 - Jacqueline Lamba, pittrice e decoratrice francese († 1993)
- 1910 - Stefan Pospichal, calciatore cecoslovacco († 1940)
- 1910 - Rachel de Queiroz, scrittrice, giornalista e drammaturga brasiliana († 2003)
- 1911 - Vilma Degischer, attrice austriaca († 1992)
- 1911 - Ernest Lough, cantante britannico († 2000)
- 1911 - Chico Scimone, nuotatore italiano († 2005)
- 1911 - William Tannen, attore statunitense († 1976)
- 1911 - Angelo Tommasi, altista italiano († 2004)
- 1911 - Franco d'Aspro, scultore italiano († 1995)
- 1912 - Harry Ackerman, produttore televisivo statunitense († 1991)
- 1912 - Peter Calvocoressi, avvocato, politico e storico inglese († 2010)
- 1912 - Wilson Fonseca, direttore d'orchestra, compositore e scrittore brasiliano († 2002)
- 1912 - Valdo Magnani, politico italiano († 1982)
- 1912 - Kathleen Russell, nuotatrice sudafricana († 1992)
- 1912 - Marilee Shapiro Asher, scrittrice statunitense († 2020)
- 1912 - Archie Stinchcombe, hockeista su ghiaccio britannico († 1994)
- 1912 - Kim Sung-Gan, calciatore giapponese († 1984)
- 1913 - Aleksander Bardini, regista teatrale e attore polacco († 1995)
- 1913 - Christiane Desroches Noblecourt, egittologa e archeologa francese († 2011)
- 1913 - Božo Grkinić, cestista, allenatore di pallacanestro e pallanuotista jugoslavo († 1996)
- 1913 - Kevin McAlinden, calciatore nordirlandese († 1978)
- 1913 - Egon Svensson, lottatore svedese († 1995)
- 1913 - Nino Zucchelli, giornalista e regista italiano († 1994)
- 1914 - Albertin Disseaux, ciclista su strada belga († 2002)
- 1914 - Heli Finkenzeller, attrice tedesca († 1991)
- 1914 - Herberts Gubiņš, cestista lettone († 1980)
- 1914 - Eelco Nicolaas van Kleffens, giurista, politico e diplomatico olandese († 1983)
- 1914 - Toru Kumon, educatore giapponese († 1995)
- 1914 - Erich Schmidt, aviatore tedesco († 1941)
- 1915 - Dory Cei, attrice italiana († 1988)
- 1915 - Romano Galeffi, filosofo italiano († 1998)
- 1915 - Albert Malbois, vescovo cattolico francese († 2017)
- 1915 - Franco Petermann, calciatore italiano († 1997)
- 1916 - Danilo Casagrande, calciatore italiano
- 1916 - Diana Chesney, attrice statunitense († 2004)
- 1916 - Frank Maxwell, attore statunitense († 2004)
- 1916 - George Silk, giornalista e fotografo neozelandese († 2004)
- 1917 - Egidio Chiarini, politico italiano († 2000)
- 1917 - Jean-Baptiste Duroselle, storico francese († 1994)
- 1917 - Richard Kim, karateka e maestro di karate statunitense († 2001)
- 1917 - Gino Maringola, attore italiano († 2011)
- 1917 - Tommaso Pedio, storico, saggista e avvocato italiano († 2000)
- 1917 - Bedřich Poula, sollevatore e dirigente sportivo cecoslovacco († 1994)
- 1917 - Leandro Remondini, allenatore di calcio e calciatore italiano († 1979)
- 1917 - Abrahão De Moraes, astronomo e matematico brasiliano († 1970)
- 1918 - Andrea Luigi Paglieri, militare e partigiano italiano († 1944)
- 1918 - Armando Ravaglioli, scrittore, critico d'arte e giornalista italiano († 2009)
- 1919 - Francesco Alliata, nobile, produttore cinematografico e regista italiano († 2015)
- 1919 - Giovanni Civili, calciatore italiano († 1986)
- 1919 - Carlo Guarnieri, calciatore italiano († 2004)
- 1919 - Luis Martínez de Irujo y Artázcoz, nobile spagnolo († 1972)
- 1919 - Hershy Kay, compositore e arrangiatore statunitense († 1981)
- 1919 - Mariella Lotti, attrice italiana († 2004)
- 1919 - Carlo Salinari, partigiano e critico letterario italiano († 1977)
- 1919 - Paul Uellendahl, pallanuotista tedesco († 2001)
- 1920 - George Dunning, animatore canadese († 1979)
- 1920 - Camillo Felgen, cantante lussemburghese († 2005)
- 1920 - Teruhiko Kobayashi, aviatore e militare giapponese († 1957)
- 1920 - Mustapha Skandrani, compositore e pianista algerino († 2005)
- 1920 - Jean Starobinski, psichiatra e critico letterario svizzero († 2019)
- 1920 - Cesarina Tibiletti, matematica italiana († 2005)
- 1921 - Albert Bertelsen, pittore danese († 2019)
- 1921 - Silverio Blasi, regista, attore e sceneggiatore italiano († 1995)
- 1921 - Olivier Clément, teologo francese († 2009)
- 1921 - Serafino Conti, calciatore italiano
- 1921 - Mirella Schott Sbisà, pittrice, ceramista e incisore italiana († 2015)
- 1922 - Stanley Cohen, biochimico statunitense († 2020)
- 1922 - Jack Froggatt, calciatore inglese († 1993)
- 1922 - William Lanteau, attore statunitense († 1993)
- 1922 - Walt Lautenbach, cestista statunitense († 1997)
- 1922 - Émile Noël, funzionario francese († 1996)
- 1922 - Ettore Valcareggi, calciatore italiano († 2017)
- 1923 - Ruth Bleier, neurofisiologa statunitense († 1988)
- 1923 - Hubert Brandenburg, vescovo cattolico tedesco († 2009)
- 1923 - Michel Fleury, storico, archeologo e archivista francese († 2002)
- 1923 - Raúl López López, cestista e allenatore di pallacanestro cileno
- 1923 - Aristides Pereira, politico capoverdiano († 2011)
- 1923 - Mária Rohonczi, cestista, velocista e giavellottista ungherese († 1995)
- 1923 - Christiane Vaussard, ballerina francese († 2011)
- 1924 - Ursula Flick, politica tedesca († 2006)
- 1924 - Teresio Gassino, progettista italiano († 1998)
- 1924 - Marcello Guasti, scultore e incisore italiano († 2019)
- 1924 - Eino Ojanen, cestista e allenatore di pallacanestro finlandese († 2010)
- 1925 - Mari Aldon, attrice lituana († 2004)
- 1925 - Hicabi Emekli, calciatore, allenatore di calcio e arbitro di calcio turco († 2015)
- 1925 - Giovan Battista Gerace, informatico italiano († 1987)
- 1925 - Rock Hudson, attore statunitense († 1985)
- 1925 - Curt Lowens, attore tedesco († 2017)
- 1925 - Charles Mackerras, direttore d'orchestra e compositore australiano († 2010)
- 1925 - Joe Mullaney, cestista e allenatore di pallacanestro statunitense († 2000)
- 1925 - Anatolij Parfënov, lottatore sovietico († 1993)
- 1925 - Federico Sirigu, pittore italiano († 1999)
- 1926 - Rosario Berardi, poliziotto italiano († 1978)
- 1926 - Robert Brown, attore statunitense († 2022)
- 1926 - Oleh Hornykiewicz, biochimico austriaco († 2020)
- 1926 - Virgílio Marques Mendes, calciatore portoghese († 2009)
- 1926 - Leonardo Pinzauti, critico musicale italiano († 2015)
- 1926 - Mirko Tremaglia, politico italiano († 2011)
- 1927 - Mohamed Diab Al-Attar, calciatore e arbitro di calcio egiziano († 2016)
- 1927 - Robert Drasnin, compositore e musicista statunitense († 2015)
- 1927 - Renato Gandolfi, calciatore italiano († 2011)
- 1927 - Raymond Offner, cestista francese († 1989)
- 1927 - Lynn Stalmaster, casting director statunitense († 2021)
- 1927 - Saverio Vertone, scrittore, opinionista e politologo italiano († 2011)
- 1928 - Arman, pittore e scultore francese († 2005)
- 1928 - Ramon Filippini, calciatore svedese († 2008)
- 1928 - Francesco Francescon, ex arbitro di calcio italiano
- 1928 - Rance Howard, attore e regista statunitense († 2017)
- 1928 - Amata Kabua, politico marshallese († 1996)
- 1928 - Aníbal Quijano, sociologo peruviano († 2018)
- 1929 - Silvano Ambrogi, scrittore e sceneggiatore italiano († 1996)
- 1929 - Gerrit Bijlsma, pallanuotista olandese († 2004)
- 1929 - Alfredo Davicce, imprenditore e dirigente sportivo argentino
- 1929 - Gorō Naya, doppiatore e attore giapponese († 2013)
- 1929 - Jimmy Reece, pilota automobilistico statunitense († 1958)
- 1929 - Ranko Žeravica, cestista e allenatore di pallacanestro jugoslavo († 2015)
- 1930 - Eddie Álvarez, ex cestista portoricano
- 1930 - David Amram, compositore, arrangiatore e direttore d'orchestra statunitense
- 1930 - Francesco Crucitti, chirurgo italiano († 1998)
- 1930 - Fabio Fabiano, allenatore di pallacanestro italiano
- 1930 - Gilberto Gramellini, lottatore italiano († 2013)
- 1930 - Enrico Gualandi, politico italiano († 2007)
- 1930 - Ham Heung-chul, allenatore di calcio e calciatore sudcoreano († 2000)
- 1930 - Cesare Maltoni, oncologo italiano († 2001)
- 1930 - Bob Mathias, multiplista e politico statunitense († 2006)
- 1930 - Angelo Pavan, politico italiano
- 1930 - Giò Pomodoro, scultore, orafo e incisore italiano († 2002)
- 1931 - Robert Bober, giornalista e scrittore francese
- 1931 - Raimo Lindholm, cestista finlandese († 2017)
- 1931 - Glenn Lord, editore e curatore editoriale statunitense († 2011)
- 1931 - Pierre Nora, storico francese († 2025)
- 1931 - Anna Paola Zugni Tauro, storica dell'arte e scrittrice italiana († 2017)
- 1932 - Adam Dyczkowski, vescovo cattolico polacco († 2021)
- 1932 - Primo Gregori, politico italiano († 1979)
- 1932 - Winifred Griffin, nuotatrice neozelandese († 2018)
- 1932 - Hiroshi Sekita, stuntman e attore giapponese
- 1933 - Roland Hedlund, attore svedese († 2019)
- 1933 - Isao Iwabuchi, calciatore giapponese († 2003)
- 1933 - Roger Leloup, fumettista belga
- 1933 - Enzo Perlot, diplomatico italiano († 2002)
- 1934 - Oscar Valero Cruz, arcivescovo cattolico filippino († 2020)
- 1934 - Alan Curtis, clavicembalista, musicologo e direttore d'orchestra statunitense († 2015)
- 1934 - Bob Harvey, contrabbassista statunitense († 2025)
- 1934 - Jim Inhofe, politico statunitense († 2024)
- 1934 - John Kramer, calciatore danese († 1994)
- 1934 - Terry Long, calciatore e allenatore di calcio inglese († 2021)
- 1934 - Terry Rand, cestista statunitense († 2014)
- 1934 - Jacqueline Schweitzer, cantante, compositrice e attrice francese
- 1935 - Nayef Hawatmeh, politico giordano
- 1935 - Raffaele Rotiroti, politico italiano († 2002)
- 1935 - Roswell Rudd, trombonista e compositore statunitense († 2017)
- 1935 - Toni Sailer, sciatore alpino, allenatore di sci alpino e attore austriaco († 2009)
- 1935 - Théodore Szkudlapski, calciatore francese († 2006)
- 1936 - Crispian Hollis, vescovo cattolico britannico
- 1936 - Brenda Jones, mezzofondista australiana
- 1936 - Robert E. Lamb, diplomatico statunitense
- 1936 - Franco Ottolenghi, giornalista e saggista italiano († 2024)
- 1936 - Dahlia Ravikovitch, poetessa e attivista israeliana († 2005)
- 1936 - John Wells, attore e sceneggiatore britannico († 1998)
- 1937 - Peter Cook, attore e comico britannico († 1995)
- 1937 - Giancarlo Gandolfo, economista italiano
- 1937 - Ravinder N. Maini, medico indiano
- 1937 - Domenico Potenza, politico italiano († 2013)
- 1937 - Helga Schneider, scrittrice tedesca
- 1937 - Al'bert Val'tin, cestista sovietico († 2015)
- 1938 - Brian Carter, calciatore inglese († 2019)
- 1938 - Vittorio Casale, storico dell'arte e critico d'arte italiano († 2025)
- 1938 - Alberto De Simone, cestista argentino († 2024)
- 1938 - Feryal, principessa egiziana († 2009)
- 1938 - Vincenzo Grassi, ex lottatore italiano
- 1938 - Peter Kassovitz, regista, attore e sceneggiatore francese
- 1938 - Gordon Lightfoot, cantautore canadese († 2023)
- 1938 - Giorgio Miazza, calciatore italiano († 2011)
- 1938 - Claudio Moreschini, latinista e filologo classico italiano
- 1938 - Calisto Tanzi, imprenditore e dirigente sportivo italiano († 2022)
- 1939 - Chris Craft, pilota di Formula 1 britannico († 2021)
- 1939 - Christine Gosden, ex nuotatrice britannica
- 1939 - Paul D. Hanson, orientalista e traduttore statunitense († 2023)
- 1939 - Einar Bruno Larsen, hockeista su ghiaccio e calciatore norvegese († 2021)
- 1939 - Yūya Uchida, cantante e attore giapponese († 2019)
- 1939 - Raffaele della Valle, politico e avvocato italiano
- 1940 - Michael A'Hearn, astronomo statunitense († 2017)
- 1940 - Michele De Rosa, vescovo cattolico e teologo italiano
- 1940 - Zlatko Dračić, ex calciatore jugoslavo
- 1940 - Luke Kelly, cantante e suonatore di banjo irlandese († 1984)
- 1940 - Anthony Giroux Meagher, arcivescovo cattolico canadese († 2007)
- 1940 - Elena Petuškova, cavallerizza sovietica († 2007)
- 1940 - Tia Surica, cantante e attrice televisiva brasiliana
- 1941 - James Bregman, judoka statunitense
- 1941 - Isabella Di Resta, architetto italiano († 1992)
- 1941 - Peter Hoagland, politico statunitense († 2007)
- 1941 - James McBratney, criminale statunitense († 1973)
- 1941 - Pedro Francisco Miguel, filosofo, scrittore e teologo angolano
- 1941 - Jasna Tkalec, giornalista jugoslava († 2017)
- 1941 - David Warbeck, attore neozelandese († 1997)
- 1942 - Giuseppe Astore, politico italiano
- 1942 - Attilio Bastianini, politico italiano
- 1942 - Derek Clayton, ex maratoneta australiano
- 1942 - Artie Cobb, giocatore di poker statunitense
- 1942 - Partha Dasgupta, economista indiano
- 1942 - Bob Gaudio, compositore, produttore discografico e cantante statunitense
- 1942 - Kang Kek Iew, politico e criminale di guerra cambogiano († 2020)
- 1942 - Hans Jansen, scrittore e politico olandese († 2015)
- 1942 - Audrey, cantante e attrice tedesca († 2012)
- 1942 - Colin Nelson, ex slittinista e ex bobbista canadese
- 1942 - Martin Scorsese, regista, produttore cinematografico e sceneggiatore statunitense
- 1942 - Luciano Ventrone, pittore italiano († 2021)
- 1942 - Hermann Vorländer, teologo polacco
- 1942 - Janina Wojtal, ex cestista polacca
- 1943 - Joe Avezzano, allenatore di football americano e giocatore di football americano statunitense († 2012)
- 1943 - Giovanni Cavalcanti, ex ciclista su strada italiano
- 1943 - Chang Chao-Tang, fotografo e regista taiwanese († 2024)
- 1943 - Lauren Hutton, attrice statunitense
- 1943 - Samantha Jones, cantante britannica
- 1943 - Axel Schultes, architetto tedesco
- 1944 - John-David F. Bartoe, astrofisico e astronauta statunitense
- 1944 - Orlando Bauzón, cestista e allenatore di pallacanestro filippino († 2020)
- 1944 - Jim Boeheim, ex cestista e allenatore di pallacanestro statunitense
- 1944 - Paco Castellano, allenatore di calcio e ex calciatore spagnolo
- 1944 - Gene Clark, cantautore statunitense († 1991)
- 1944 - Roberta Collins, attrice statunitense († 2008)
- 1944 - Danny DeVito, attore e regista statunitense
- 1944 - Siniša Fulgosi, ex calciatore jugoslavo
- 1944 - Gary Goldman, regista e animatore statunitense
- 1944 - Rem Koolhaas, architetto, urbanista e saggista olandese
- 1944 - Claes-Ingvar Lagerkvist, astronomo svedese
- 1944 - Lorne Michaels, produttore televisivo, produttore cinematografico e autore televisivo canadese
- 1944 - Sarolta Monspart, orientista ungherese († 2021)
- 1944 - Mario Perego, allenatore di calcio e calciatore italiano († 2019)
- 1944 - Timothy Plowman, botanico statunitense († 1989)
- 1944 - Tadeusz Polak, ex calciatore polacco
- 1944 - Marlbert Pradd, cestista statunitense († 2014)
- 1944 - Tom Seaver, giocatore di baseball statunitense († 2020)
- 1945 - Renzo Chiocchetti, fondista italiano († 2020)
- 1945 - Elvin Hayes, ex cestista statunitense
- 1945 - Roland Joffé, regista inglese
- 1945 - Damien Magee, pilota di Formula 1 britannico
- 1945 - Giovanna Senesi, politica italiana
- 1945 - Abdelmadjid Tebboune, politico algerino
- 1946 - Martin Barre, chitarrista, compositore e musicista britannico
- 1946 - Billy Baum, ex cestista portoricano
- 1946 - Vincenzo Bertolone, arcivescovo cattolico italiano
- 1946 - Terry Branstad, politico statunitense
- 1946 - Petra Burka, ex pattinatrice artistica su ghiaccio canadese
- 1946 - Graziano Cioni, politico italiano
- 1946 - Mantantu Kidumu, ex calciatore della Repubblica Democratica del Congo
- 1946 - Mario Meini, vescovo cattolico italiano
- 1946 - Robbie Nichols, giocatore di football americano statunitense († 2011)
- 1947 - Luigia Camaioni, psicologa e scrittrice italiana († 2004)
- 1947 - Nicola Alberto De Carlo, psicologo e giurista italiano († 2021)
- 1947 - Renato Faloppa, ex calciatore italiano
- 1947 - Bill Lancaster, attore e sceneggiatore statunitense († 1997)
- 1947 - Carl E. Misch, odontoiatra statunitense († 2017)
- 1947 - Aldo Nardin, calciatore e allenatore di calcio italiano († 2020)
- 1947 - Anu Põder, artista e scultrice estone († 2013)
- 1947 - Keith Remfry, judoka britannico († 2015)
- 1947 - Pantaleone Sergi, giornalista, scrittore e storico italiano
- 1947 - Steven E. de Souza, produttore cinematografico, sceneggiatore e regista statunitense
- 1947 - Will Vinton, animatore, regista cinematografico e sceneggiatore statunitense († 2018)
- 1948 - Howard Dean, politico statunitense
- 1948 - Jaime Huélamo, ciclista su strada spagnolo († 2014)
- 1948 - Nitder Pizzani, ex calciatore uruguaiano
- 1948 - Herman Weaver, giocatore di football americano statunitense
- 1948 - Tom Wolf, politico e imprenditore statunitense
- 1949 - Jon Avnet, produttore cinematografico, produttore televisivo e regista statunitense
- 1949 - John Boehner, ex politico statunitense
- 1949 - Nguyễn Tấn Dũng, politico vietnamita
- 1949 - José Graziano da Silva, agronomo brasiliano
- 1949 - Thomas Hill, ex ostacolista statunitense
- 1949 - José Márcio Pereira da Silva, ex calciatore brasiliano
- 1949 - Stefania Tozzi, cantante italiana
- 1949 - Michael Wenden, ex nuotatore australiano
- 1949 - Yoshito Yasuhara, attore e doppiatore giapponese
- 1950 - Moses Costa, arcivescovo cattolico bangladese († 2020)
- 1950 - Peter Doerner, ex tennista australiano
- 1950 - Roland Matthes, nuotatore tedesco († 2019)
- 1950 - Joël Quiniou, ex arbitro di calcio francese
- 1950 - Carlo Verdone, attore, comico e regista italiano
- 1950 - Dennis Wann, ex calciatore inglese
- 1951 - Brent Carver, attore e cantante canadese († 2020)
- 1951 - Charlie Davis, ex giocatore di football americano statunitense
- 1951 - René Deutschmann, ex calciatore francese
- 1951 - Lorenzo Ferrero, compositore e librettista italiano
- 1951 - Tom Galati, ex calciatore statunitense
- 1951 - Tamás Kancsal, ex pentatleta ungherese
- 1951 - Czeslaw Kozon, vescovo cattolico danese
- 1951 - Marina Marchetto Aliprandi, politica italiana
- 1951 - Dean Paul Martin, cantante, attore e aviatore statunitense († 1987)
- 1951 - Stephen Root, attore e doppiatore statunitense
- 1951 - Jack Vettriano, pittore britannico († 2025)
- 1951 - Lazarus You Heung-sik, cardinale e arcivescovo cattolico sudcoreano
- 1952 - Ivan Bedi, allenatore di calcio e ex calciatore montenegrino
- 1952 - Roman Codreanu, lottatore rumeno († 2001)
- 1952 - Duwayne Dunham, regista e montatore statunitense
- 1952 - David Emanuel, stilista britannico
- 1952 - Jo Harshbarger, ex nuotatrice statunitense
- 1952 - Ljubov' Ljadova, ex fondista sovietica
- 1952 - Roman Ogaza, calciatore polacco († 2006)
- 1952 - Cyril Ramaphosa, avvocato, politico e sindacalista sudafricano
- 1952 - Fabio Traversa, attore italiano
- 1952 - Javier Urruticoechea, calciatore spagnolo († 2001)
- 1952 - Hubert von Goisern, cantante, compositore e viaggiatore austriaco
- 1953 - Ulrike Bruns, ex mezzofondista tedesca
- 1953 - Eva Gabrielsson, scrittrice, architetto e attivista svedese
- 1953 - Daniela Ghibli, cantante, attrice e showgirl italiana
- 1953 - Nada, cantautrice italiana
- 1953 - Vítor Oliveira, allenatore di calcio e calciatore portoghese († 2020)
- 1953 - Lina Sastri, attrice e cantante italiana
- 1953 - Želimir Vidović, calciatore jugoslavo († 1992)
- 1954 - Florin Cioabă, politico e pastore protestante rumeno († 2013)
- 1954 - Paolo Dall'Oglio, presbitero e attivista italiano († 2013)
- 1954 - Jorge Hernández, pugile cubano († 2019)
- 1954 - Laurent Mazzilli, ex sciatore alpino francese
- 1954 - Jonathan Moffett, batterista statunitense
- 1954 - Alfredo Pea, attore italiano
- 1954 - Manuel Poirier, regista e sceneggiatore francese
- 1954 - Mark Brandon Read, criminale e scrittore australiano († 2013)
- 1955 - Patrick Achi, politico ivoriano
- 1955 - Pier Luigi Andreoni, tastierista, compositore e polistrumentista italiano
- 1955 - Mino Caprio, attore, doppiatore e direttore del doppiaggio italiano
- 1955 - Filippo Citterio, allenatore di calcio e ex calciatore italiano
- 1955 - Yolanda King, attrice e produttrice cinematografica statunitense († 2007)
- 1955 - Sulejman Mema, allenatore di calcio e ex calciatore albanese
- 1955 - John Robbie, rugbista a 15 e conduttore radiofonico irlandese
- 1955 - Lido Tomasi, ex saltatore con gli sci italiano
- 1955 - Tommy Tynan, allenatore di calcio e ex calciatore inglese
- 1956 - Enzo Favata, sassofonista italiano
- 1956 - Viktor Goić, ex calciatore jugoslavo
- 1956 - Jeong Mi-ra, ex cestista e allenatrice di pallacanestro sudcoreana
- 1956 - Kelly Ward, attore, sceneggiatore e regista statunitense
- 1957 - Ettore Lorenzo Frapiccini, medaglista italiano
- 1957 - Dani Levy, regista e attore svizzero
- 1957 - Monica Stefani, ex ginnasta italiana
- 1957 - Daniele Vimercati, giornalista e conduttore televisivo italiano († 2002)
- 1958 - Frédéric Borel, architetto francese
- 1958 - Umberto Cicconi, fotoreporter italiano
- 1958 - Glenn Dods, fisioterapista e ex calciatore neozelandese
- 1958 - Mary Elizabeth Mastrantonio, attrice e cantante statunitense
- 1958 - East Bay Ray, chitarrista statunitense
- 1958 - Jean-Louis Tournadre, pilota motociclistico francese
- 1958 - Ahmad bin Salman Al Sa'ud, militare e imprenditore saudita († 2002)
- 1958 - Frank van Hattum, dirigente sportivo e ex calciatore neozelandese
- 1959 - Thomas Allofs, ex calciatore tedesco
- 1959 - Terry Fenwick, allenatore di calcio e ex calciatore britannico
- 1959 - William R. Moses, attore statunitense
- 1959 - Jaanus Tamkivi, politico estone
- 1959 - Francesco Vicario, regista italiano
- 1959 - Alexis Touably Youlo, vescovo cattolico ivoriano
- 1960 - Paolo Ferrero, politico italiano
- 1960 - Harald Maier, ex ciclista su strada austriaco
- 1960 - Jonathan Ross, conduttore televisivo, conduttore radiofonico e comico britannico
- 1960 - RuPaul, cantante, attore e personaggio televisivo statunitense
- 1960 - Lucio Saccone, doppiatore e direttore del doppiaggio italiano
- 1960 - Wayne Sappleton, ex cestista giamaicano
- 1960 - Alka Saraogi, scrittrice indiana
- 1960 - Frank Spotnitz, sceneggiatore e produttore cinematografico statunitense
- 1960 - Steve Stipanovich, ex cestista e allenatore di pallacanestro statunitense
- 1960 - Takashi Tezuka, programmatore e autore di videogiochi giapponese
- 1961 - Helmut Bradl, pilota motociclistico tedesco
- 1961 - Gianni Drudi, cantautore italiano
- 1961 - Alfonso Gutiérrez, ex ciclista su strada spagnolo
- 1961 - Alessandro Molinari, compositore e pianista italiano
- 1961 - Karolina Szabó, ex maratoneta ungherese
- 1961 - Pat Toomey, imprenditore e politico statunitense
- 1961 - Wolfram Wuttke, calciatore tedesco († 2015)
- 1962 - Nadia Aprile, politica italiana
- 1962 - Michael Bradley, ex rugbista a 15 e allenatore di rugby a 15 irlandese
- 1962 - Luca Moretti, allenatore di pallavolo e ex pallavolista italiano
- 1962 - Isabella Rauti, politica italiana
- 1963 - Randy Black, batterista canadese
- 1963 - Adrian Branch, ex cestista statunitense
- 1963 - Dr. Bombay, cantante svedese
- 1963 - Mauro Ferrucci, produttore discografico e disc jockey italiano
- 1963 - Greg, attore, comico e cantante italiano
- 1963 - Elisabeth Kirchler, ex sciatrice alpina austriaca
- 1963 - Isaías Marques Soares, ex calciatore brasiliano
- 1963 - Patxi Salinas, allenatore di calcio e ex calciatore spagnolo
- 1963 - Felice Schachter, attrice statunitense
- 1963 - Dylan Walsh, attore statunitense
- 1963 - Willy Willems, ex ciclista su strada belga
- 1964 - Angelo Aimo, allenatore di calcio e ex calciatore italiano
- 1964 - Ralph Garman, attore statunitense
- 1964 - Fofi Gennimata, politica greca († 2021)
- 1964 - Vivian El Jaber, attrice argentina
- 1964 - Stuart Massey, ex calciatore inglese
- 1964 - Jacopo Quadri, montatore italiano
- 1964 - Susan Rice, politica e diplomatica statunitense
- 1964 - Moses Sithole, serial killer sudafricano
- 1964 - Krzysztof Warzycha, allenatore di calcio, politico e ex calciatore polacco
- 1964 - Joe Zarb, ex calciatore maltese
- 1964 - Marina Čerkasova, ex pattinatrice artistica su ghiaccio sovietica
- 1965 - Pam Bondi, avvocata e politica statunitense
- 1965 - Enzo Brichese, ex astista italiano
- 1965 - Grant Connell, ex tennista canadese
- 1965 - Pascal Despeyroux, allenatore di calcio e ex calciatore francese
- 1965 - Winthrop Graham, ex ostacolista e velocista giamaicano
- 1965 - Salvatore Vassallo, politologo e politico italiano
- 1965 - Salvator Xuereb, attore statunitense
- 1966 - Ed Brubaker, fumettista e sceneggiatore statunitense
- 1966 - Jeff Buckley, cantautore e chitarrista statunitense († 1997)
- 1966 - Kate Ceberano, cantante e personaggio televisivo australiana
- 1966 - Oleg Cekov, generale russo
- 1966 - Alessandra Celentano, ex ballerina e coreografa italiana
- 1966 - Mario Chiesa, dirigente sportivo e ex ciclista su strada italiano
- 1966 - Richard Fortus, chitarrista statunitense
- 1966 - Daisy Fuentes, conduttrice televisiva e modella cubana
- 1966 - Ranko Jakovljević, allenatore di calcio bosniaco
- 1966 - Sophie Marceau, attrice, regista e sceneggiatrice francese
- 1966 - Subkhiddin Mohd Salleh, ex arbitro di calcio malese
- 1966 - Nuno Gomes Nabiam, politico guineense
- 1967 - Michael Andrews, compositore, musicista e produttore discografico statunitense
- 1967 - Tab Benoit, chitarrista e musicista statunitense
- 1967 - Michail Botvinov, ex fondista russo
- 1967 - Massimiliano Chiamenti, saggista, traduttore e poeta italiano († 2011)
- 1967 - Clayton Fredericks, cavaliere australiano
- 1967 - Daniele Galea, attore italiano
- 1967 - Howard Griffith, ex giocatore di football americano statunitense
- 1967 - Thomas Libiih, ex calciatore camerunese
- 1967 - Mons Ivar Mjelde, allenatore di calcio e ex calciatore norvegese
- 1967 - Estela Rodríguez, judoka cubana († 2022)
- 1967 - Carmen Ruiz Hervías, schermitrice spagnola
- 1967 - Domenico Schiattarella, pilota automobilistico italiano
- 1968 - Tom Kipp, pilota motociclistico statunitense
- 1968 - Ol'ga Kuznecova, ex tiratrice a segno russa
- 1968 - Robin Li, imprenditore cinese
- 1968 - Amber Michaels, attrice pornografica statunitense
- 1968 - Sean Miller, ex cestista e allenatore di pallacanestro statunitense
- 1968 - Ivica Tončev, politico serbo
- 1968 - Alberto Urdiales, allenatore di pallamano e ex pallamanista spagnolo
- 1969 - Roberto Cominati, pianista italiano
- 1969 - Giuseppe Di Bari, dirigente sportivo e ex calciatore italiano
- 1969 - Matt Harrigan, sceneggiatore, produttore televisivo e doppiatore statunitense
- 1969 - Gianni Insacco, paleontologo e zoologo italiano
- 1969 - David Prétot, ex sciatore alpino francese
- 1969 - Leonard Russell, ex giocatore di football americano statunitense
- 1969 - Jean-Michel Saive, ex tennistavolista belga
- 1969 - Magdalena Szryniawska, ex pallavolista polacca
- 1969 - Rebecca Walker, scrittrice e attivista statunitense
- 1970 - Paul Allender, chitarrista inglese
- 1970 - Rezki Amrouche, allenatore di calcio e ex calciatore algerino
- 1970 - Saba Anglana, cantante e attrice italiana
- 1970 - Antonino Asta, allenatore di calcio e ex calciatore italiano
- 1970 - Charles Bwale, ex calciatore zambiano
- 1970 - Celeda, cantante statunitense
- 1970 - Sergej Char'kov, ex ginnasta sovietico
- 1970 - Diego Ferrari, ex ciclista su strada e dirigente sportivo italiano
- 1970 - Michael Hatz, ex calciatore austriaco
- 1970 - Max Huiberts, dirigente sportivo e ex calciatore olandese
- 1970 - Shigeru Jōshima, cantante, musicista e attore giapponese
- 1970 - Olena Kondratjuk, politica ucraina
- 1970 - Giuliano Pavone, scrittore italiano
- 1970 - Leonardo Tarantino, politico italiano
- 1970 - Tania Zaetta, attrice australiana
- 1971 - Michael Adams, scacchista britannico
- 1971 - Audra Keller, ex tennista statunitense
- 1971 - Arne Vidar Moen, ex calciatore norvegese
- 1971 - David Ramsey, attore statunitense
- 1971 - Tərlan Əhmədov, allenatore di calcio e ex calciatore azero
- 1972 - Titi Camara, allenatore di calcio e ex calciatore guineano
- 1972 - Kimya Dawson, cantante statunitense
- 1972 - Joanne Goode, ex giocatrice di badminton britannica
- 1972 - Markus Herrmann, ex sciatore alpino svizzero
- 1972 - Alexis Rene Avilés, ex calciatore cubano
- 1972 - Leonard Roberts, attore statunitense
- 1972 - Đovani Roso, ex calciatore croato
- 1972 - Hollie Smith, cantautrice neozelandese
- 1973 - Wayne Black, ex tennista zimbabwese
- 1973 - Simone Edwards, cestista e allenatrice di pallacanestro giamaicana († 2023)
- 1973 - Sakae Esuno, fumettista giapponese
- 1973 - Kerry Godliman, attrice e comica britannica
- 1973 - Andreas Hedlund, musicista svedese
- 1973 - Maurizio Lombardi, attore e regista teatrale italiano
- 1973 - Lord Infamous, rapper statunitense († 2013)
- 1973 - Fatma Omar, sollevatrice egiziana
- 1973 - Alessandro Papotto, compositore, arrangiatore e flautista italiano
- 1973 - Mange Schmidt, rapper svedese
- 1973 - Bernd Schneider, procuratore sportivo e ex calciatore tedesco
- 1973 - Thomas Sier, ex giocatore di calcio a 5 olandese
- 1973 - Pól Thorsteinsson, ex calciatore faroese
- 1973 - Aleksej Urmanov, ex pattinatore artistico su ghiaccio russo
- 1974 - Eunice Barber, multiplista e lunghista sierraleonese
- 1974 - Leslie Bibb, attrice e modella statunitense
- 1974 - Robert Hicks, ex giocatore di football americano statunitense
- 1974 - Claudia Pandolfi, attrice italiana
- 1974 - Olly, cantante, paroliere e produttore discografico italiano
- 1974 - Berto Romero, umorista spagnolo
- 1974 - Francesco Rossi, ex calciatore italiano
- 1974 - Tetsuya Tsutsui, fumettista giapponese
- 1974 - Abbygale Arenas, modella filippina
- 1975 - Alan Bissett, scrittore e drammaturgo scozzese
- 1975 - Marius Cihărean, ex sollevatore rumeno
- 1975 - Francesca Fogar, scrittrice, giornalista e conduttrice televisiva italiana
- 1975 - Immacolata Gentile, ex cestista italiana
- 1975 - Jerome James, ex cestista statunitense
- 1975 - Roland de Marigny, ex rugbista a 15 e allenatore di rugby a 15 sudafricano
- 1975 - Roshown McLeod, ex cestista e allenatore di pallacanestro statunitense
- 1975 - Damiano Michieletto, regista teatrale italiano
- 1975 - Diane Neal, attrice statunitense
- 1975 - Kaveh Rastegar, bassista e compositore statunitense
- 1975 - Zatox, disc jockey italiano
- 1975 - James Vanderbilt, sceneggiatore e produttore cinematografico statunitense
- 1976 - Jacqueline Aguilera Marcano, modella e personaggio televisivo venezuelana
- 1976 - Celso Albelo, tenore spagnolo
- 1976 - Arturo Álvarez Álvarez, allenatore di pallacanestro spagnolo
- 1976 - Brandon Call, attore statunitense
- 1976 - Maria Cecilia Cinardi, attrice italiana
- 1976 - Karl Corneliusson, ex calciatore svedese
- 1976 - Mitsunobu Kikuzawa, wrestler giapponese
- 1976 - Cristián Limenza, calciatore paraguaiano
- 1976 - Ervin Skela, allenatore di calcio e ex calciatore albanese
- 1976 - Mike Terranova, allenatore di calcio e ex calciatore tedesco
- 1977 - Cafú, ex calciatore portoghese
- 1977 - Jairo Castillo, ex calciatore colombiano
- 1977 - Stefanie Luckmaier, ex sciatrice alpina tedesca
- 1977 - Andreja Mali, ex sciatrice nordica slovena
- 1977 - Orsolya Nagy, schermitrice ungherese
- 1977 - Ryk Neethling, ex nuotatore sudafricano
- 1977 - Nicolas Todt, procuratore sportivo e imprenditore francese
- 1977 - Ettore Tosi, attore pornografico, regista e produttore cinematografico italiano
- 1977 - Laura Wilkinson, ex tuffatrice statunitense
- 1978 - Nonso Anozie, attore britannico
- 1978 - Zoë Bell, attrice e stuntwoman neozelandese
- 1978 - Tom Ellis, attore britannico
- 1978 - Leandro Guerreiro, allenatore di calcio e ex calciatore brasiliano
- 1978 - Jorge Wagner, ex calciatore brasiliano
- 1978 - Júlio César Santos Correa, ex calciatore brasiliano
- 1978 - Charles Lota, ex calciatore zambiano
- 1978 - Martin Lukeš, ex calciatore ceco
- 1978 - Rachel McAdams, attrice canadese
- 1978 - Lauren van Oosten, nuotatrice canadese
- 1978 - Kurtis Roberts, pilota motociclistico statunitense
- 1978 - Tobias Schellenberg, tuffatore tedesco
- 1978 - Jakub Sucháček, ex saltatore con gli sci ceco
- 1978 - Reggie Wayne, ex giocatore di football americano statunitense
- 1978 - Andrej Žakelj, allenatore di pallacanestro e ex cestista sloveno
- 1979 - Mikel Astarloza, ex ciclista su strada spagnolo
- 1979 - James Brewerton, ex calciatore gallese
- 1979 - Azita Ghanizada, attrice afghana
- 1979 - Ndjeka Mukando, ex calciatore della Repubblica Democratica del Congo
- 1979 - Carsten Niederberger, pentatleta tedesco
- 1979 - Mads Nissen, fotografo danese
- 1979 - Fabrice Salanson, ciclista su strada francese († 2003)
- 1979 - Meiko Satomura, ex wrestler giapponese
- 1979 - Katsuyori Shibata, wrestler giapponese
- 1980 - Santo Anzà, ex ciclista su strada italiano
- 1980 - Aranha, ex calciatore brasiliano
- 1980 - Ricky van den Bergh, ex calciatore olandese
- 1980 - Geir Ludvig Fevang, allenatore di calcio e ex calciatore norvegese
- 1980 - Gethin Jenkins, ex rugbista a 15 britannico
- 1980 - Shablo, disc jockey e produttore discografico argentino
- 1980 - Peter MacDonald, ex calciatore scozzese
- 1980 - Mercedes Martinez, wrestler statunitense
- 1980 - Mira Potkonen, pugile finlandese
- 1980 - Juraj Suja, ex cestista e allenatore di pallacanestro slovacco
- 1980 - David Vega, ex calciatore argentino
- 1980 - Vrčak, cantante e rapper macedone
- 1980 - Michail Čipurin, ex pallamanista russo
- 1981 - Simon Ford, ex calciatore inglese
- 1981 - Cecilia Freire, attrice spagnola
- 1981 - Massimo Ganci, allenatore di calcio e ex calciatore italiano
- 1981 - Sarah Harding, cantante, attrice e modella britannica († 2021)
- 1981 - Alexander Harkam, arbitro di calcio austriaco
- 1981 - Serhij Grybanov, ex calciatore ucraino
- 1981 - Nebojša Joksimovič, ex cestista sloveno
- 1981 - Kim Dong-hyun, artista marziale misto sudcoreano
- 1981 - Kyle Dean Massey, attore e cantante statunitense
- 1981 - Bojana Novaković, attrice serba
- 1981 - Park Mi-young, tennistavolista sudcoreana
- 1981 - Kevin Young, allenatore di pallacanestro statunitense
- 1982 - Becky Albertalli, scrittrice e psicologa statunitense
- 1982 - Sofija Andruchovyč, scrittrice e saggista ucraina
- 1982 - Mimoun Azaouagh, ex calciatore tedesco
- 1982 - Évelyne Brochu, attrice canadese
- 1982 - Nuno Cortez, ex cestista portoghese
- 1982 - Diane Ducret, scrittrice franco
- 1982 - Lucy Durack, cantante e attrice australiana
- 1982 - Katie Feenstra, ex cestista e allenatrice di pallacanestro statunitense
- 1982 - Jim Hamilton, ex rugbista a 15 britannico
- 1982 - Astrid Krag, politica danese
- 1982 - Paul Miller, ex cestista statunitense
- 1982 - Otacílio Neto, ex calciatore brasiliano
- 1982 - Sheila Ocasio, ex pallavolista portoricana
- 1982 - Leonel Ríos, ex calciatore argentino
- 1982 - Olivia Sanchez, ex tennista francese
- 1982 - Vučina Šćepanović, allenatore di calcio e ex calciatore serbo
- 1982 - Andrij Serdinov, nuotatore ucraino
- 1982 - Thomas Sørum, calciatore norvegese
- 1982 - Yasuki Tanaka, fumettista giapponese
- 1983 - Jonas Almtorp, ex hockeista su ghiaccio svedese
- 1983 - Pablo Barzola, ex calciatore argentino
- 1983 - Viva Bianca, attrice australiana
- 1983 - Alessio Bolognani, ex saltatore con gli sci italiano
- 1983 - Ryan Braun, ex giocatore di baseball statunitense
- 1983 - Alaín Cervantes, calciatore cubano
- 1983 - Shannan Click, modella statunitense
- 1983 - Rocsi Diaz, conduttrice televisiva e conduttrice radiofonica statunitense
- 1983 - Kateřina Emmons, tiratrice a segno ceca
- 1983 - Cara Gee, attrice canadese
- 1983 - Angelika Grüner, ex sciatrice alpina italiana
- 1983 - El Guincho, cantante, rapper e produttore discografico spagnolo
- 1983 - Jodie Henry, nuotatrice australiana
- 1983 - Virgil Hodge, ex velocista nevisiana
- 1983 - Lātūfuipeka Tukuʻaho, principessa e diplomatica tongana
- 1983 - Gary Lautenschlager, ex giocatore di football americano tedesco
- 1983 - Harry Lloyd, attore britannico
- 1983 - Nick Markakis, ex giocatore di baseball statunitense
- 1983 - Iōannīs Mpourousīs, dirigente sportivo e ex cestista greco
- 1983 - Christopher Paolini, scrittore statunitense
- 1983 - Stjepan Poljak, calciatore croato
- 1983 - Angie Alexander, attrice e sceneggiatrice italiana
- 1983 - Luís Alberto Silva dos Santos, ex calciatore brasiliano
- 1983 - Jason Williams, ex cestista statunitense
- 1983 - Eric Winston, giocatore di football americano statunitense
- 1984 - Chris Beath, arbitro di calcio australiano
- 1984 - Adrián Colunga, ex calciatore spagnolo
- 1984 - Jon Cor, attore canadese
- 1984 - Antonio Giovanni Corbisiero, allenatore di calcio e ex calciatore inglese
- 1984 - Tiziano Corriga, lottatore italiano
- 1984 - Alberto Fernández de la Puebla, ex ciclista su strada spagnolo
- 1984 - Luca Ferretti, ex nuotatore italiano
- 1984 - Ikumi Hayama, doppiatrice giapponese
- 1984 - Rob Mayes, attore, cantante e modello statunitense
- 1984 - Park Han-byul, attrice sudcoreana
- 1984 - Marina Piller, ex fondista italiana
- 1984 - Michael Schermi, attore italiano
- 1984 - Mattias Sereinig, ex calciatore austriaco
- 1985 - Luis Aguiar, ex calciatore uruguaiano
- 1985 - Armando Collado, ex calciatore nicaraguense
- 1985 - Rubén Cornejo, ex giocatore di calcio a 5 spagnolo
- 1985 - Reiner Ferreira, ex calciatore brasiliano
- 1985 - Osea Kolinisau, rugbista a 7 figiano
- 1985 - Claudia Lichtenberg, ex ciclista su strada tedesca
- 1985 - Edivaldo Rojas Hermoza, ex calciatore brasiliano
- 1985 - Tetjana Ščypakina, ex cestista ucraina
- 1985 - Xu Yuan, calciatrice cinese
- 1986 - Christina Birch, astronauta e ex pistard statunitense
- 1986 - Fabio Concas, calciatore italiano
- 1986 - Milan Gajić, calciatore serbo
- 1986 - Nadege Herrera, modella panamense
- 1986 - Florian Klein, ex calciatore austriaco
- 1986 - Peter Kozár, allenatore di calcio a 5 e ex giocatore di calcio a 5 slovacco
- 1986 - Erik Lorig, giocatore di football americano statunitense
- 1986 - Manuchar Mark'oishvili, ex cestista e allenatore di pallacanestro georgiano
- 1986 - Matteo Marrai, ex tennista italiano
- 1986 - Rashanda McCants, ex cestista statunitense
- 1986 - Nani, ex calciatore portoghese
- 1986 - Aleksander Rajčevič, calciatore sloveno
- 1986 - Greg Rutherford, ex lunghista britannico
- 1986 - Alexis Vastine, pugile francese († 2015)
- 1987 - Najm Abdalgabar, calciatore sudanese
- 1987 - Tarik Belmadani, lottatore francese
- 1987 - Codey Burki, hockeista su ghiaccio canadese
- 1987 - Kat DeLuna, cantautrice statunitense
- 1987 - Nadija Dusanova, altista uzbeka
- 1987 - Russell Gómez, pilota motociclistico spagnolo
- 1987 - Sven Grossegger, ex biatleta e fondista austriaco
- 1987 - Haytham Kamal, cestista egiziano
- 1987 - Craig Noone, ex calciatore inglese
- 1987 - Gemma Spofforth, ex nuotatrice britannica
- 1988 - Esteban Carvajal, calciatore cileno
- 1988 - Justin Cooper, attore statunitense
- 1988 - Beatriz García Vidagany, ex tennista spagnola
- 1988 - Edigeison Gomes, calciatore guineense
- 1988 - Eric Lichaj, ex calciatore statunitense
- 1988 - Eric Nam, cantautore e personaggio televisivo statunitense
- 1988 - Kyle Naughton, calciatore inglese
- 1988 - Eugene Starikov, ex calciatore statunitense
- 1988 - Joanna Łochowska, sollevatrice polacca
- 1989 - Enrico Battaglin, ex ciclista su strada italiano
- 1989 - Rémy Ebanega, ex calciatore gabonese
- 1989 - June Mar Fajardo, cestista filippino
- 1989 - DeJon Gomes, giocatore di football americano statunitense
- 1989 - Ryan Griffin, giocatore di football americano statunitense
- 1989 - Jiří Janoušek, calciatore ceco
- 1989 - Naoto Kamifukumoto, calciatore giapponese
- 1989 - Seth Lugo, giocatore di baseball statunitense
- 1989 - Diogo Rafael, hockeista su pista portoghese
- 1989 - Khaled Salem, calciatore palestinese
- 1989 - Jonathan Suazo, calciatore cileno
- 1989 - Kotomi Takahata, ex tennista giapponese
- 1989 - Ali Tamposi, paroliera e cantautrice statunitense
- 1989 - Roman Zozulja, ex calciatore ucraino
- 1989 - Emmsjé Gauti, rapper islandese
- 1990 - Jared Abbrederis, giocatore di football americano statunitense
- 1990 - Juanma Delgado, calciatore spagnolo
- 1990 - Ewoud Gommans, pallavolista olandese
- 1990 - Alexa Guarachi, ex tennista statunitense
- 1990 - Ricky Jacobs, ex giocatore di football americano statunitense
- 1990 - Simon Jakobsen, calciatore danese
- 1990 - Jeff Janis, giocatore di football americano statunitense
- 1990 - Moffat Kilifa, calciatore salomonese
- 1990 - Shanica Knowles, attrice statunitense
- 1990 - Quentin Lafargue, pistard francese
- 1990 - Lina Pikčiūtė, cestista lituana
- 1990 - Mario Sačer, calciatore croato
- 1990 - Fabienne Schlumpf, siepista e mezzofondista svizzera
- 1990 - Pranitha Vardhineni, ex arciera indiana
- 1991 - Gale Agbossoumonde, ex calciatore statunitense
- 1991 - Fernando Barrientos, calciatore argentino
- 1991 - Sara Doorsoun, calciatrice tedesca
- 1991 - Nicole Gontier, ex biatleta italiana
- 1991 - Rashed Hassan, calciatore emiratino
- 1991 - Claudio Jopia, calciatore cileno
- 1991 - Philip Juhlin, giocatore di football americano statunitense
- 1991 - Lahaou Konaté, cestista francese
- 1991 - Alessandra Patelli, canottiera italiana
- 1991 - Darius Robinson, ex giocatore di football americano statunitense
- 1991 - Alex Rose, discobolo statunitense
- 1991 - Aziza Sbaity, velocista libanese
- 1991 - Tyrus Thompson, giocatore di football americano statunitense
- 1991 - Khetag Tsabolov, lottatore russo
- 1992 - Shaquil Barrett, giocatore di football americano statunitense
- 1992 - Drewonde Bascome, calciatore bermudiano
- 1992 - Enzio Boldewijn, calciatore olandese
- 1992 - Musa Çağıran, calciatore turco
- 1992 - Damiris Dantas do Amaral, cestista brasiliana
- 1992 - Marquis Dendy, lunghista e triplista statunitense
- 1992 - Takayoshi Ishihara, calciatore giapponese
- 1992 - Katarzyna Kawa, tennista polacca
- 1992 - Natasha Morrison, velocista giamaicana
- 1992 - Federico Pintos, calciatore uruguaiano
- 1992 - Preston Smith, giocatore di football americano statunitense
- 1992 - Darian Weiss, attore statunitense
- 1992 - Alım Öztürk, calciatore turco
- 1993 - Yohan Boli, calciatore francese
- 1993 - Ryan Edwards, calciatore australiano
- 1993 - Chris Feauai-Sautia, rugbista a 15 australiano
- 1993 - Aiko Hayashi, sincronetta giapponese
- 1993 - Filip Mitrović, calciatore montenegrino
- 1993 - Gomo Onduku, calciatore nigeriano
- 1993 - C.J. Perez, cestista filippino
- 1993 - Dyshawn Pierre, cestista canadese
- 1993 - Byron Pringle, giocatore di football americano statunitense
- 1993 - Enrique Boula Senobua, calciatore equatoguineano
- 1993 - Mattia Udom, cestista italiano
- 1993 - Brooke Voigt, ex snowboarder canadese
- 1993 - Oleksandra Ček, cestista ucraina
- 1994 - Rose Ayling-Ellis, attrice britannica
- 1994 - Raquel Castro, attrice statunitense
- 1994 - Heithem Dakhlaoui, lottatore tunisino
- 1994 - AJ Ginnis, sciatore alpino greco
- 1994 - Taylor Gold, snowboarder statunitense
- 1994 - Armin Hodžić, calciatore bosniaco
- 1994 - Krúbi, rapper ungherese
- 1994 - Marco Izzo, pallavolista italiano
- 1994 - Renáta Katona, schermitrice ungherese
- 1994 - Kevin Kerger, calciatore lussemburghese
- 1994 - Michael Kukrle, ciclista su strada ceco
- 1994 - Jacob Barrett Laursen, calciatore danese
- 1994 - Nick Lima, calciatore statunitense
- 1994 - Naoki Maeda, calciatore giapponese
- 1994 - Jarvis McClam, giocatore di football americano statunitense
- 1994 - Guido Petti Pagadizábal, rugbista a 15 argentino
- 1994 - Benno Schmitz, calciatore tedesco
- 1994 - Brandan Stith, cestista statunitense
- 1994 - Patrizio Stronati, calciatore ceco
- 1994 - Harry Tanfield, ciclista su strada e pistard britannico
- 1994 - D'Jamila Tavares, mezzofondista e siepista saotomense
- 1994 - Victoria Vivians, ex cestista statunitense
- 1995 - Daryl Bultor, pallavolista francese
- 1995 - Zylan Cheatham, cestista statunitense
- 1995 - Benjamin Gischard, ginnasta svizzero
- 1995 - Borja González Tejada, calciatore spagnolo
- 1995 - J.C. Jackson, giocatore di football americano statunitense
- 1995 - Vladislav Masternoj, calciatore russo
- 1995 - Elise Mertens, tennista belga
- 1995 - Ernest John Obiena, astista filippino
- 1995 - Kiko Bondoso, calciatore portoghese
- 1995 - Dalianliz Rosado, pallavolista portoricana
- 1995 - Marija Temnikova, nuotatrice russa
- 1996 - Justin Bean, cestista statunitense
- 1996 - Cho Yu-min, calciatore sudcoreano
- 1996 - Ruth Jebet, siepista bahreinita
- 1996 - Adriana Leal da Silva, calciatrice brasiliana
- 1996 - Lance Leota, giocatore di football americano neozelandese
- 1996 - Jorge Sáenz, calciatore spagnolo
- 1996 - Charlie Tanfield, pistard e ciclista su strada britannico
- 1996 - Tyler Walker, calciatore inglese
- 1996 - Stefan de Bod, ciclista su strada e pistard sudafricano
- 1997 - Danilo Acosta, calciatore honduregno
- 1997 - Dragan Bender, cestista croato
- 1997 - Rashan Gary, giocatore di football americano statunitense
- 1997 - Matt Hennessy, giocatore di football americano statunitense
- 1997 - Yugyeom, cantautore e ballerino sudcoreano
- 1997 - Nnamdi Madubuike, giocatore di football americano statunitense
- 1997 - Julian Ryerson, calciatore norvegese
- 1997 - Jonah Williams, giocatore di football americano statunitense
- 1998 - Sam Beukema, calciatore olandese
- 1998 - Mathieu Burgaudeau, ciclista su strada francese
- 1998 - Roberta Carraro, pallavolista italiana
- 1998 - Dodô, calciatore brasiliano
- 1998 - Filipe Fernandes, hockeista su pista portoghese
- 1998 - Devin Haney, pugile statunitense
- 1998 - Kara Hayward, attrice statunitense
- 1998 - Devrim Lingnau, attrice tedesca
- 1998 - Mahaveer Raghunathan, pilota automobilistico indiano
- 1999 - Himad Abdelli, calciatore francese
- 1999 - Tobias Bayer, ciclista su strada austriaco
- 1999 - Donovan Carrillo, pattinatore artistico su ghiaccio messicano
- 1999 - Jorge Cuenca, calciatore spagnolo
- 1999 - Ibrahim Diabate, calciatore ivoriano
- 1999 - Kerolin Nicoli Israel Ferraz, calciatrice brasiliana
- 1999 - Young Igi, rapper polacco
- 1999 - Ivan Šapina, taekwondoka croato
- 2000 - Giedrius Bergaudas, cestista lituano
- 2000 - Brandon Codrington, giocatore di football americano statunitense
- 2000 - Juan Esteban de la Fuente, cestista argentino
- 2000 - George Ferrier, attore neozelandese
- 2000 - Gonçalo Franco, calciatore portoghese
- 2000 - Armaan Franklin, cestista statunitense
- 2000 - Kevin Harris, giocatore di football americano statunitense
- 2000 - Magdalena Kappaurer, ex sciatrice alpina austriaca
- 2000 - Dylan Levitt, calciatore gallese
- 2000 - Joanne Züger, tennista svizzera

## XXI secolo(20)
- 2001 - Edgerrin Cooper, giocatore di football americano statunitense
- 2001 - Kate Douglass, nuotatrice statunitense
- 2001 - Kaja Korošec, calciatrice slovena
- 2001 - Matías Perelló, calciatore argentino
- 2001 - Mohamed Souboul, calciatore marocchino
- 2001 - Sem Steijn, calciatore olandese
- 2001 - Alessandro Verre, ciclista su strada italiano
- 2002 - Daniek Hengeveld, pistard e ciclista su strada olandese
- 2002 - Francisca Nazareth, calciatrice portoghese
- 2002 - Axel Prado, calciatore uruguaiano
- 2002 - Moris Valinčić, calciatore croato
- 2003 - Mimeirhel Benita, calciatore olandese
- 2003 - Jakob Breum, calciatore danese
- 2003 - Joel Ibler Lillesø, mezzofondista danese
- 2003 - Henrik Meister, calciatore danese
- 2004 - Jack Champion, attore statunitense
- 2004 - Leonardo Diquigiovanni, hockeista su pista italiano
- 2004 - Linda Nosková, tennista ceca
- 2004 - Miro Tabanelli, sciatore freestyle italiano
- 2004 - Evgenija Čikunova, nuotatrice russa

## Senza anno specificato(1)
- Enrico Euron, compositore e arpista italiano